# Rothmannia ravae
Rothmannia ravae là một loài thực vật có hoa trong họ Thiến thảo. Loài này được (Chiov.) Bridson miêu tả khoa học đầu tiên năm 1984.